# Hông phương nam
Hông phương nam (danh pháp hai phần: Paulownia australis) là một loài cây thuộc chi Hông. Loài cây này đã được các nhà khoa học đánh giá là một loài cây sinh trưởng và phát nhanh nó được mệnh danh là loài cây vô địch về tốc độ sinh trưởng và phát triển, ngay cả bạch đàn mô và keo lai cũng còn thua xa. Tại Việt Nam, tỉnh Sơn La đang thực hiện chương trình trồng rừng dự án 661 của Thủ tướng chính phủ Việt Nam với mục đích thúc đẩy tiến độ phủ xanh đất trống đồi núi trọc, đồng thời góp phần cải thiện vùng nguyên liệu cung ứng cho ngành công nghiêp chế biến lâm sản trong tỉnh và ngoài tỉnh. Hông phương nam là loài cây cây thân gỗ có lá sớm rụng, cao 10–25 m, với các lá to, bản rộng tới 15–40 cm, mọc thành cặp đối trên cành. Chúng ra hoa vào đầu mùa xuân, thành các chùy hoa dài 10–30 cm, với tràng hoa hình ống màu tía.
{tub}